# Kontrastanalyse
Dieser Artikel bezeichnet die Kontrastanalyse als ein Verfahren zur Bilderkennung und automatischen Klassifizierung in der Informatik. Dabei wird bei dem Bild, in  gleich großen Schritten die Kontraststufe erhöht. Ähnlich wie bei der Clusteranalyse ist es damit möglich Objekte auf dem Bild zu klassifizieren.

## Algorithmus

### Kontrasterhöhung
Für die Kontrasterhöhung können verschiedene Algorithmen aus der Computergrafik zur Anwendung kommen. Dabei ist es das Ziel die Farbpalette der verwendeten Farben auf dem Bild zu verkleinern. Gleichzeitig kann die Sättigung des Bildes verringert werden um die Menge der (bekannten) Zielklassen nicht unnötig zu vergrößern. Es kann ebenfalls zu Beginn des gesamten Durchlaufes das Bild in Graustufen umgewandelt werden. Dabei wird jeder RGB Farbwert {\displaystyle ({(r,g,b)|r,g,b\in {0,...,255}})} in die entsprechende Graustufe (also {\displaystyle ({\overline {g}},{\overline {g}},{\overline {g}})} wobei {\displaystyle {\overline {g}}={\frac {r+g+b}{3}}}) umgewandelt. Während die Sättigungsänderung von der Art der Bilder abhängt, muss die Kontrasterhöhung in endlich vielen Schritten gleichmäßig monoton erfolgen.
Es wird immer wieder ein neuer Durchlauf gestartet, solange bis das Bild einer bekannten Klasse zugeordnet werden kann. Die letzte Stufe der Kontrasterhöhung ist erreicht, wenn die Farbpalette nur noch die Grundfarben des verwendeten Farbspektrums enthält. Danach muss der Algorithmus terminieren.

### Klassifikation
- das entstandene Muster wird mit den bekannten Mustern verglichen
- wenn es keine Übereinstimmung gibt wird ein neuer Durchlauf der Kontrasterhöhung gestartet
- sobald ein gleiches Muster gefunden wird, ist die Zielklasse gefunden
- wenn bis zum Maximalkontrast kein gleiches Muster gefunden wird, werden die erzeugten Muster rückwärts auf bekannte ähnliche Klassen geprüft, sobald genügend Pixel gleich sind, ist die Zielklasse gefunden